# .338 Federal
.338 Federal гвинтівковий набій створений на базі набою .308 Winchester шляхом розширення дульця гільзи .33 калібру. Набій розробили компанії Federal Cartridge та Sako в 2006 році для полювання велику дичину з прийнятним відбоєм в легких гвинтівках.

## Порівняння
Набій .338 Federal розробила компанія Federal Ammunition і стандартизований SAAMI в 2006 році. В таблиці нижче наведено порівняння між набоями .338 Federal та старішим .358 Winchester, ще один набій створений на базі набою .308 Winchester.
| Набій        | Вага кулі | Вага кулі | Дулова швидкість | Дулова швидкість | Дулова енергія | Дулова енергія | Заряд | Заряд | Відбій гвинтівки вагою 3,6 кг | Відбій гвинтівки вагою 3,6 кг |
| Набій        | гр        | г         | ft/s             | м/с              | ft·lbf         | Дж             | гр    | г     | ft·lbf                        | Дж                            |
| ------------ | --------- | --------- | ---------------- | ---------------- | -------------- | -------------- | ----- | ----- | ----------------------------- | ----------------------------- |
| .338 Federal | 210       | 14        | 2 630            | 800              | 3 225          | 4 373          | 47    | 3,0   | 23,42                         | 31,75                         |
| .338 Federal | 180       | 12        | 2 830            | 860              | 3 200          | 4 300          | 47    | 3,0   | 21,84                         | 29,61                         |
| .358 Win     | 200       | 13        | 2 490            | 760              | 2 753          | 3 733          | 49    | 3,2   | 20,07                         | 27,21                         |

## Виноски
1. ↑  Значення заряду вказують типову масу пороху для цього рівня продуктивності.